# Franz Landauer
Franz Landauer (geboren 26. Juli 1882 in München; gestorben 10. Juli 1943 im Kamp Westerbork) war ein deutscher Kaufmann und Münchener Opfer des Nationalsozialismus.

## Leben

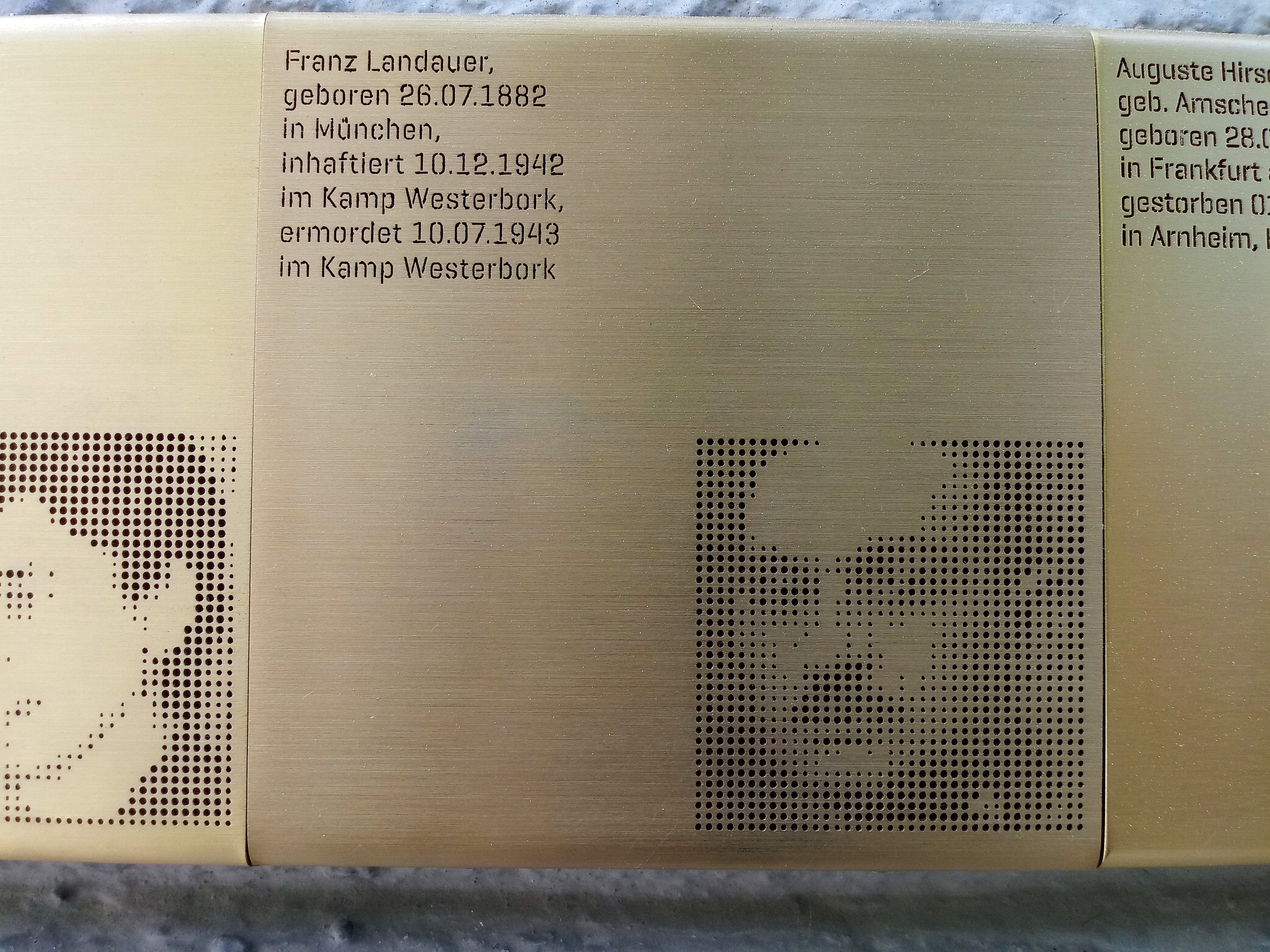
Erinnerungszeichen für Opfer des NS-Regimes in München für Franz Landauer

Franz Landauer wuchs in einer bürgerlichen jüdischen Familie auf und war der ältere Bruder von Kurt Landauer, dem langjährigen Präsidenten des FC Bayern München. Er hatte noch zwei weitere Brüder sowie zwei Schwestern. Die Eltern führten ein Modegeschäft in der Kaufingerstraße. Auch Franz Landauer arbeitete als Kaufmann und heiratete am 23. September 1908; die Ehe blieb kinderlos. Das Ehepaar Tilly und Franz Landauer wohnte rund 30 Jahre in der  Königinstraße 85. Im Ersten Weltkrieg führte der jüngste Bruder das Geschäft weiter; die anderen drei waren Einjährig-Freiwillige und wurden eingezogen. Landauer kam an die Westfront, 1917 wurde er Offizier. 1925 weihte er mit anderen auf dem Neuen Israelitischen Friedhof ein Kriegerdenkmal für die im Weltkrieg gefallenen jüdischen Münchener ein.
Die väterliche Firma wurde 1928 geschlossen; Landauer arbeitete als Versicherungsvertreter für die Phönix-Lebensversicherung. 1934, mit Beginn der nationalsozialistischen Judenverfolgungen, verließen einige Familienmitglieder Deutschland; Franz und Tilly blieben in München. Er konnte bis September 1938 als Versicherungsvertreter arbeiten. Während der Novemberpogrome 1938 wurde er ins KZ Dachau verschleppt und nach einem Monat freigelassen. Nachdem das Ehepaar 30.000 Reichsmark Reichsfluchtsteuer und Auswandererabgabe gezahlt hatte, durften sie am 24. August 1939 in die Niederlande ausreisen; sie lebten in Amsterdam. Nach dem Überfall auf die Niederlande, Belgien und Luxemburg 1940 wurde er mit seiner Frau und Schwiegermutter im Dezember 1942 ins Kamp Westerbork verschleppt, wo er aufgrund der Haftbedingungen starb. Tilly Leister wurde 1944 im KZ Auschwitz ermordet.
Heute erinnert eine Gedenkplatte am Familiengrab auf dem Neuen Israelitischen Friedhof an ihn. Seit Juli 2018 gibt es auch ein Erinnerungszeichen der Stadt München am Haus in der Königinstraße 85.